# Upton Noble
Upton Noble är en ort och civil parish i Storbritannien.   Den ligger i grevskapet Somerset och riksdelen England, i den södra delen av landet, 160 km väster om huvudstaden London. Upton Noble ligger 169 meter över havet och antalet invånare är 128.
Terrängen runt Upton Noble är platt.Runt Upton Noble är det ganska tätbefolkat, med 149 invånare per kvadratkilometer. Trakten runt Upton Noble består i huvudsak av gräsmarker.